# Sent Cosme (Avairon)
Sant Cosme (Sant Cosme en occità, Saint-Côme-d'Olt en francès) és un municipi del departament francès de l'Avairon, a la regió d'Occitània. És un poble que està reconegut com un dels més bonics de França. La comuna es troba a la llista de Les Plus Beaux Villages de France